# Gunter Sonneson
Gunter Sonneson (* 18. Mai 1943 in Lauchhammer) ist ein deutscher Film- und Theaterschauspieler, Entertainer und Sänger.

## Leben
Sonneson stammt aus einer Bergarbeiterfamilie. In der Schule überredete ihn sein Musiklehrer, im Schulchor zu singen. Neben musischer Erziehung und Gesangsunterricht nahm Sonneson auch Akkordeon- und Gitarrenunterricht. Es folgten erste Auftritte als Chanson- und Schlagersänger. Nach dem Schulbesuch begann er seine Laufbahn zunächst als Autodidakt am Theater Neue Bühne in Senftenberg. Schon bald nahm er Privatunterricht als Schauspieler und nahm als Externer ein Gesangsstudium an der Musikhochschule „Hanns Eisler“ in Berlin auf. Dieses schloss er 1970 als singender Schauspieler ab.
Er erhielt u. a. ein Engagement an den Bühnen der Stadt Zwickau und am Metropoltheater in Berlin. Daneben war er auch für das Fernsehen der DDR tätig. So moderierte er mehrfach die beliebte Samstagabend-Show Ein Kessel Buntes. In den 1980er Jahren sprach Sonneson in der Puppenspiel-Serie Spielhaus die Figur des Kniffo.
Für eine durch das Metropoltheater und das Münchener Staatstheater am Gärtnerplatz co-produzierte Inszenierung der Walter-Kollo-Operette Wie einst im Mai kam Sonneson Anfang der 1990er Jahre als Gast nach München. Während der Probezeit bot ihm Intendant Hellmuth Matiasek an, fest in das Ensemble des Staatstheaters zu wechseln. Seit 1994 war Sonneson Mitglied des Staatstheaters am Gärtnerplatz. Gastauftritte führten ihn an das Opernhaus Halle, die Musikalische Komödie in Leipzig, das Meininger Theater und das Festspielhaus Baden-Baden. 2009 inszenierte Sonneson als Regisseur am Freien Landestheater Bayern das Stück My Fair Lady, in dem er auch die Rolle des Higgins übernahm. 2012 feierte Sonneson sein 50-jähriges Bühnenjubiläum. Sein Engagement am Staatstheater endete im Mai 2012. Von September 2012 bis zum Juni 2013 war er bei Stage Entertainment engagiert und stand am Theater 11 in Zürich im Musical „Ich war noch niemals in New York“ als Otto Staudach auf der Bühne. Bei den Vereinigten Bühnen Wien spielte er 2014 den Pfarrer in „Der Besuch der alten Dame“. Seit 2015 spielt er in der Stage Tour Produktion von Ich war noch niemals in New York wieder Otto Staudach.
Neben dem Theater tritt Sonneson in Soloprogrammen als Entertainer mit einer Mischung aus Wort, Musik und Show auf.
Sonneson ist verheiratet und hat zwei Söhne. Er lebt im brandenburgischen Eggersdorf.

## Filmografie
- 1971: In Sachen Adam und Eva (Fernsehfilm)
- 1972: Ein Engel reist ins Paradies (Fernsehfilm)
- 1973: Bitte, recht freundlich! (Fernsehfilm)
- 1973: Reizende Ferien (Fernsehfilm)
- 1973: Die klugen Dinge (Fernsehfilm)
- 1973: Der Staatsanwalt hat das Wort: … und wenn ich nein sage? (Fernsehreihe)
- 1974: Das Wunschkind (Fernsehfilm)
- 1974: Wie sag ich’s meinen Kindern? (Fernsehfilm)
- 1975: Schwester Agnes (Fernsehfilm)
- 1975: Der Staatsanwalt hat das Wort: Geschiedene Leute (Fernsehreihe)
- 1975: Fischzüge (Fernsehfilm)
- 1976: Das Mädchen Krümel (Fernsehminiserie)
- 1977: Die zertanzten Schuhe (Fernsehfilm)
- 1977: Polizeiruf 110: Vermißt wird Peter Schnok (Fernsehreihe)
- 1978: Gefährliche Fahndung (Fernsehserie, eine Folge)
- 1979: Die lange Straße (Fernsehserie, vier Folgen)
- 1979: Des Henkers Bruder
- 1980: Ernste Spiele (Veszélyes játékok)
- 1980er Jahre: Spielhaus (Puppenspiel-Serie, als Stimme der Puppe Kniffo)
- 1980: Komödianten-Emil
- 1981: Zieht blank, Kavaliere! (Fernsehfilm)
- 1981: Ein total verrückter Einfall (Fernsehfilm)
- 1982: Unser Sandmännchen (Puppenspiel-Serie, als Stimme der Puppe Kniffo)
- 1983: Was dem einen sein Teufel, ist dem andern sein Nachtigall (Fernsehfilm)
- 1983: Bühne frei! (Fernsehserie)
- 1994: Wie einst im Mai (Fernsehfilm)
- 1996: Madame Pompadour (Fernsehfilm)